# Ignacio Varchausky
Ignacio Varchausky (Buenos Aires, 26 luglio 1976) è un contrabbassista, produttore discografico, scrittore e musicista argentino, fondatore della Orquesta El Arranque (1996).
È inoltre l'ideatore e il direttore artistico della Orquesta Escuela de Tango Emilio Balcarce.
Varchausky è il fondatore di TangoVia Buenos Aires, una associazione civile senza scopo di lucro, che ha l'obiettivo di preservare, diffondere e sviluppare la cultura del tango a livello mondiale.

## Orquesta El Arranque
Con questa formazione Varchausky ha registrato sette album e si è esibito come contrabbassista in oltre 150 città negli Stati Uniti, in Europa, Giappone e Cina. Tra gli spettacoli più significativi ricordiamo il ciclo presso il Lincoln Center di New York insieme a Wynton Marsalis e alla Lincoln Center Jazz Orchestra, quello presso il Teatro Carré di Amsterdam, presso l'Orchard Hall di Tokyo, presso il Grieg Hall di Bergen in Norvegia e presso il Kennedy Center di Washington e la serie di concerti presso il Hong Kong Arts Festival nel 2007.

## Orquesta Escuela de Tango Emilio Balcarce
Il film documentario Si sos brujo, che vede Ignacio Varchausky come protagonista, insieme al maestro Emilio Balcarce, documenta la nascita, a Buenos Aires, di questa orchestra-scuola per giovani musicisti di tango. Attualmente, dopo il ritiro dalle scene di Balcarce, l'Orquesta Escuela è diretta dal maestro Néstor Marconi.

## Attività di produzione
Come produttore, Varchausky ha realizzato oltre venti dischi insieme ad artisti quali Leopoldo Federico, Gustavo Beytelmann, Julio Pane, Néstor Marconi, Bibi Ferreira, Lidia Borda e Vale Tango.

## Produzioni speciali
- Creazione e produzione artistica della Gran Orquesta TangoVia Buenos Aires, che raggruppa i musicisti di tango più importanti della nuova generazione (2003)
- Ciclo di concerti "Tango en Vivo" in collaborazione con la radio "2x4" 92.7 FM di Buenos Aires. Sono stati realizzati oltre 100 concerti di tango, ognuno dei quali registrato in multitrack digitale e trasmessi ad un pubblico settimanale di oltre 300 000 ascoltatori. Successivamente il ciclo è stato pubblicato in cinque cd racchiusi in un cofanetto e prodotti da EPSA Music.
- Produzione del film documentario "Si sos brujo: Una historia de tango" (2005) di Caroline Neal, TangoVia Buenos Aires.
- Settimana del tango, dicembre 2004, presso il Teatro Coliseo di Buenos Aires, con la partecipazione dei musicisti Gustavo Beytelmann, Quinteto Ventarrón, Nicolás Ledesma, Orquesta El Arranque con Julio Pane, Mauricio Marcelli, Néstor Marconi, Raúl Garello tra gli altri.
- Latin Tinge, Orquesta El Arranque + LCJO con Wynton Marsalis, maggio 2001 (produzione locale e artistica).
- Festival Buenos Aires Tango a Parigi, Teatro Nazionale Palais Chaillot, 2001, 2003, 2006, 2008[9].
- Festival Buenos Aires Tango a Roma, Auditorium Parco della Musica, 2006, 2008[10].
- Festival di Tango di Genova e Lille, Capitali europee della cultura 2004.
- Produzione musicale dello spettacolo "Efecto Tango", Lione, 2005.
- Madero Tango, direzione artistica, 2004-2006.

## Produzione di dischi
- Cabulero, Orquesta El Arranque, Epsa Music (2001)
- Clásicos, Orquesta El Arranque, Epsa Music (2002)
- En Vivo[11], Orquesta El Arranque, Epsa Music (2003)
- Maestros, Orquesta El Arranque, Epsa Music (2004)
- Nuevos[12][13], Orquesta El Arranque, Epsa Music (2008)
- Raras Partituras, Leopoldo Federico y Orquesta El Arranque (2011)
- Tal vez será su voz, Lidia Borda, distribuito da Epsa Music (2002)
- De contra punto, Orquesta Escuela de Tango, Epsa Music (2001)
- Bien compadre, Orquesta Escuela de Tango, Epsa Music (2004)
- Gran Orquesta TangoVia Buenos Aires, Gran Orquesta TangoVia Buenos Aires, Epsa Music (2003)
- Tango en Vivo, AA.VV, cofanetto di 5 cd, Epsa Music (2003)
- Sigamos!, Gustavo Beytelmann, Epsa Music (2004)
- Bardi, Vale Tango, Epsa Music (2005)
- Tango, Bibi Ferreira y Miguel Proeça, Biscoito Fino (Brasile, 2006)
- Cada vez que me recuerdes, Sayaca Ohsawa, Epsa Music (Giappone, 2007)
- Instantáneas, Julio Pane, Epsa Music, Colección TangoVia Buenos Aires (2007)
- Tiempo esperado, Néstor Marconi, Epsa Music, Colección TangoVia Buenos Aires (2008)
- Mi fueye querido, Leopoldo Federico, Epsa Music, Colección TangoVia Buenos Aires (2008) -- vincitore del Premio Latin Grammy 2009 come Miglior Album di Tango
- Tren, Diego Schissi doble cuarteto, Epsa Music (2008)
- Tangos cantados, Tangos instrumentales, Tangos bailables, collezione di 3 cd[14] allegati al settimanale L'Espresso, produzione e direzione artistica (Italia, 2008)
- Debut, Noelia Moncada, Epsa Music (2008)

## Premi e riconoscimenti
- Latin Grammy 2009[15], Miglior Album di Tango, Mi Fueye Querido, Leopoldo Federico
- Diploma al Merito, Konex, 2005, Miglior gruppo di tango degli ultimi dieci anni, Orquesta El Arranque
- Premio "Francisco Canaro" assegnato da SADAIC, 2007, Gruppo rivelazione di tango del decennio, Orquesta El Arranque
- Premio Gardel Al miglior disco di un'orchestra di tango, 2004, "En Vivo", Orquesta El Arranque
- Premio Clarín, Gruppo rivelazione, El Arranque, 1998
- Nomination al Grammy Latino, Miglior Album di Tango 2004[16], "En Vivo", Orquesta El Arranque
- 4 Nomination al Premio Gardel - Cabulero (2001), Clásicos (2002), Tal ves será su voz (2003), Maestros (2005)
- Riconoscimento da parte di SADAIC per la diffusione della musica argentina nel mondo, Gran Orquesta TangoVia, 2003
- Padrino onorario del sesto Festival di Tango di Buenos Aires
- Riconoscimento del Capo del Governo della Città di Buenos Aires, Festival di Tango 2003
- Membro della giuria del Premio Clarín e del Premio Gardel dal 2003
- Delegato internazionale al Midwest Arts Conference 2003 e 2004, invitato dall'Ohio Arts Council